# Survivor (film 2015)
Survivor è un film del 2015 diretto da James McTeigue, con protagonisti Milla Jovovich e Pierce Brosnan.

## Trama
Il film si apre mostrando un soldato americano in servizio in Afghanistan che viene catturato da alcuni terroristi e costretto ad assistere all'esecuzione del suo compagno, bruciato vivo.
La scena si sposta successivamente su Kate Abbott, un'agente del servizio di sicurezza diplomatico che lavora per l'ambasciata americana a Londra. Kate ha iniziato a lavorare per il governo dopo che la maggior parte dei suoi amici sono morti l'11 settembre 2001 a New York. Il suo compito è di migliorare i controlli sulle richieste di visto in modo da individuare potenziali terroristi. In particolare una richiesta di visto per un viaggio a New York attira la sua attenzione.
I membri del suo team, usciti per festeggiare il compleanno del loro caposquadra Bill Talbot, vengono eliminati da un ordigno esplosivo. Bill è il padre del militare rapito all'inizio del film, ed è ricattato dai rapitori di suo figlio. Proprio per questo motivo ritarda alla festa e sopravvive, perché costretto a tornare segretamente in ufficio per cancellare i file di alcuni richiedenti sospetti, che in questo modo potranno ottenere indisturbati il visto d'ingresso negli Stati Uniti. L'altra sopravvissuta è Kate, che al momento dell'esplosione faceva compere in un negozio, per acquistare un regalo a sorpresa per lui.
Mentre Kate si aggira sotto shock sul luogo della tragedia, un sicario tenta di eliminarla, fallendo. La donna cerca di fuggire e incontra Talbot, al quale chiede aiuto, ma anche lui tenta inspiegabilmente di sopprimerla. Kate lo disarma e lo uccide, per essere poi sospettata, dopo essere stata vista con la pistola di Talbot in mano, di essere la responsabile dell'attentato.
Le analisi sull'attentato rivelano che la bomba conteneva tracce di cromo, il che porta il superiore di Kate, Sam Parker, a dedurre che l'autore sia l'Orologiaio, uno degli assassini più ricercati al mondo, noto per i suoi lavori di precisione, come una bomba con tracce simili esplosa a Parigi due anni prima. Nessuno conosce il suo aspetto, a causa dei numerosi interventi di chirurgia plastica a cui si è sottoposto nel corso degli anni.
Grazie all'appoggio di Parker e della sua amica Sally, che hanno scoperto la cancellazione degli ingressi sospetti e sono le uniche due persone che credono nella sua innocenza, Kate riesce a introdursi di nascosto nell'ambasciata, per procurarsi un passaporto falso e poter seguire a New York uno dei sospettati, un rumeno di nome Balan.
Intanto, l'Orologiaio rivela al suo mandante di aver capito come lo scopo dell'imminente attentato terroristico a New York non sia di natura ideologica, ma finanziaria. Quest'ultimo infatti ha intenzione di scommettere contro il mercato azionario e di trarne profitto non appena riaprirà dopo l'attacco. Il killer chiede, e ottiene, la metà dei profitti, minacciando di annullare l'attacco.
Balan, giunto a New York, organizza il riempimento della sfera luminosa di Times Square, che inaugura l'anno nuovo, utilizzando gas esplosivo. L'obiettivo è di sparare alla sfera per incendiare il gas, compiendo così una vera e propria strage. L'Orologiaio si posiziona in cima ad un grattacielo a pochi isolati da Times Square ma, poco prima di premere il grilletto, Kate lo raggiunge. Dopo una colluttazione, Kate riesce ad avere la meglio sull'assassino, che viene scaraventato giù dal grattacielo. Kate viene poi raggiunta dalla polizia, ed è finalmente scagionata da ogni accusa grazie alla testimonianza di Parker, che la ringrazia per aver salvato il milione di innocenti presenti ai festeggiamenti di Capodanno.

## Produzione

### Riprese
Le riprese iniziarono il 20 gennaio 2014 e si svolsero a Londra, per cinque settimane. Successivamente la produzione si trasferì a Sofia per tre settimane, dove girarono le riprese rimanenti.

## Distribuzione
Il film uscì il 21 maggio 2015 nelle sale cinematografiche italiane, in anteprima mondiale.

## Accoglienza

### Incassi
Il film incassò 3 638 976 dollari, a fronte di un budget di circa 20 000 000, senza riuscire a ottenere il successo sperato.

### Critica
Nonostante alcune critiche positive dal Daily Mail e dal The National, in generale il film ricevette recensioni prevalentemente negative; l'aggregatore Rotten Tomatoes registrò solamente l'8% di pareri positivi su un totale di 52 recensioni.